# قیفک‌های سازمند
قیفک‌های سازمند (نام علمی: Harmoniconus) نام یک سرده از تیره قیفکیان است.